# Mencirim
Mencirim is een bestuurslaag in het regentschap Binjai van de provincie Noord-Sumatra, Indonesië. Mencirim telt 8455 inwoners (volkstelling 2010).